# Sceloporus tanneri
Sceloporus tanneri (колюча ігуана Таннера) — вид ігуаноподібних ящірок родини фриносомових (Phrynosomatidae). Ендемік Мексики. Вид названий на честь американського зоолога Вілмера Вебстера Таннера.

## Поширення і екологія
Колючі ігуани Таннера відомі з типової місцевості, розташованої на горі Сьєрра-де-Міаутлан в центральній частині штату Оахака, на висоті 1800 м над рівнем моря. Вони живуть в тропічних соснових лісах, можливо, трапляються на кавових плантаціях.